# Орр, Марк
Марк Орр (род. 9 ноября 1955) — ирландский шахматист, международный мастер (1988).
Чемпион Ирландии 1985 года (совместно с Ю. Кертином).
В составе национальной сборной участник 9-и Олимпиад (1984—1996, 2000—2002) и 3-х командных чемпионатов Европы (1989, 1999, 2005).

## Изменения рейтинга
| Графики недоступны из-за технических проблем. См. информацию на Фабрикаторе и на mediawiki.org. |